# Eois ochracea
Eois ochracea là một loài bướm đêm trong họ Geometridae.